# Tantum ergo

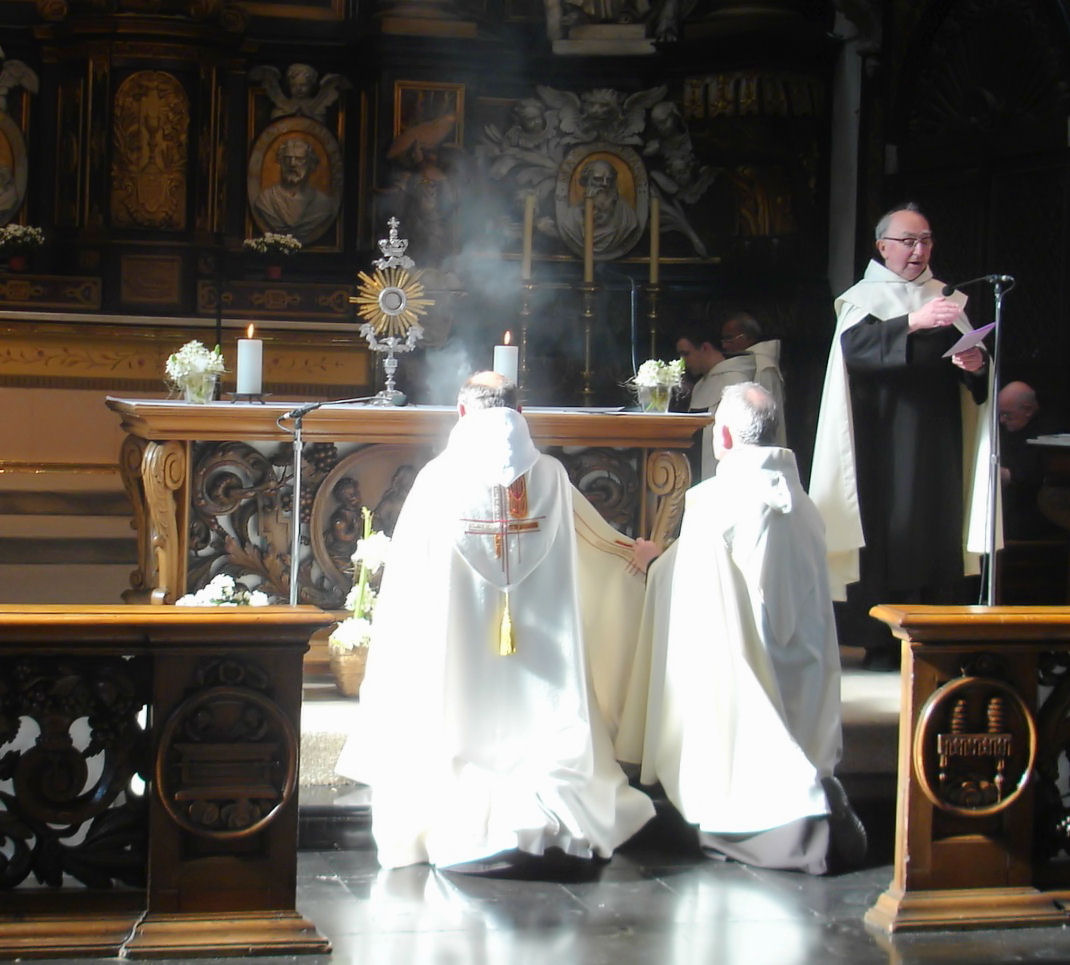
Sakramentale Andacht in einem niederländischen Karmelitenkloster (2007)

Der Hymnus Tantum ergo umfasst die letzten beiden Strophen des vom hl. Thomas von Aquin verfassten Hymnus Pange lingua. Er ist benannt nach dem Incipit, dem Beginn des lateinischen Textes.
Der Hymnus besingt das Allerheiligste Sakrament des Altares, in dem katholische Christen den Leib Christi verehren, und wird meist vor dem sakramentalen Segen bei der eucharistischen Anbetung gesungen. Häufig schließt sich dann ein Versikel und als Oration das Tagesgebet von Fronleichnam an, das von dem Priester oder Diakon gesungen wird, der den Segen spendet. 
Thomas von Aquin schrieb anlässlich der Einführung des Hochfestes Fronleichnam 1264 mehrere eucharistische Hymnen für die Liturgie dieses Tages, so Lauda Sion, das beim Fronleichnamsfest als Sequenz gesungen wird, Adoro te devote und O salutaris hostia.

## Text
Die gebräuchlichen deutschsprachigen Fassungen sind Übertragungen, keine wörtlichen Übersetzungen.
Hymnus
| Lateinisch | Deutsche Übertragung (Heinrich Bone, 1847) | Neue Übertragung (Friedrich Dörr, 1970) |
| --- | --- | --- |
| Tantum ergo sacramentum veneremur cernui, et antiquum documentum novo cedat ritui. praestet fides supplementum sensuum defectui.      | Kommt und lasst uns tief verehren ein so großes Sakrament, dieser Bund wird ewig währen, und der alte hat ein End. Unser Glaube soll uns lehren, was das Auge nicht erkennt.      | Sakrament der Liebe Gottes: Leib des Herrn, sei hoch verehrt, Mahl, das uns mit Gott vereinigt, Brot, das unsre Seele nährt, Blut, in dem uns Gott besiegelt seinen Bund, der ewig währt.      |
| Genitori genitoque laus et jubilatio. Salus, honor, virtus quoque sit et benedictio! Procedenti ab utroque compar sit laudatio! Amen. | Gott dem Vater und dem Sohne sei Lob, Preis und Herrlichkeit mit dem Geist im höchsten Throne, eine Macht und Wesenheit! Singt in lautem Jubeltone: Ehre der Dreieinigkeit! Amen. | Lob und Dank sei Gott dem Vater, der das Leben uns verheißt, seinem Wort, dem ewgen Sohne, der im Himmelsbrot uns speist; auch der Born der höchsten Liebe sei gelobt, der Heilge Geist. Amen. |

Versikel
| Lateinisch                                                                | Deutsch                                                                         |
| ------------------------------------------------------------------------- | ------------------------------------------------------------------------------- |
| ℣: Panem de caelo praestitisti eis. ℟: Omne delectamentum in se habentem. | ℣: Brot vom Himmel hast du ihnen gegeben. ℟: Das alle Erquickung in sich birgt. |

Oration
| Lateinisch | Deutsch |
| --- | --- |
| ℣: Oremus. Deus, qui nobis sub sacramento mirabili passionis tuae memoriam reliquisti: tribue, quaesumus, ita nos corporis et sanguinis tui sacra mysteria venerari, ut redemptionis tuae fructum in nobis jugiter sentiamus. Qui vivis et regnas in saecula saeculorum. ℟: Amen. | ℣: Lasset uns beten. Herr Jesus Christus, im wunderbaren Sakrament des Altares hast du uns das Gedächtnis deines Leidens und deiner Auferstehung hinterlassen. Gib uns die Gnade, die heiligen Geheimnisse deines Leibes und Blutes so zu verehren, dass uns die Frucht der Erlösung zuteil wird. Der du lebst und herrschest in Ewigkeit. ℟: Amen. |

## Melodien
Im Gotteslob von 1975 finden sich wie auch im neuen Gotteslob zum Tantum ergo die Choralmelodie und eine Liedfassung (Luxemburg 1768). Das Gotteslob (1975) bot eine Übertragung ins Deutsche von Friedrich Dörr und von Maria Luise Thurmair (Nr. 542 bzw. 544), das neue Gotteslob von 2013 neben der von Friedrich Dörr (Nr. 495) eine Version von Liborius Olaf Lumma (Nr. 493). Bei diesen Übertragungen handelt es sich um Kontrafakturen.
Der Hymnus kann – mit Wiederholung der Anfangsverse am Ende der Strophe – wegen des gleichen Versmaßes auch auf die Melodie der Österreichischen Kaiserhymnen und der heutigen Deutschen Nationalhymne von Joseph Haydn (Hob XXVIa:43: Das Kaiserlied, Entstehungszeit: 1797) gesungen werden und ist so im Gotteslob-Eigenteil der Diözese Eisenstadt als Nr. 047 enthalten. Andererseits sind alle Kompositionen auf das Tantum ergo (Hob XXIIIc:B5,B6; C5-C13; C21,C22; D3,D4; D9; Es1) und das Pange lingua (Hob XXIIIc:B4; G6) im Hoboken-Verzeichnis schon von dessen Verfasser als nicht von Joseph Haydn stammend, sondern ihm nur fälschlich zugeschrieben erkannt und zur Kennzeichnung dieses Tatbestandes mit dem jeweils nach dem Doppelpunkt eingefügten Tonartbuchstaben versehen worden.
Quelle: Gotteslob (1975) Nr. 543. Text: Thomas von Aquin 1263/64. Melodie: 12. Jh.
Quelle: Gotteslob (1975, Aachen) Nr. 928. Text: Thomas von Aquin 1263/64. Melodie: Kaspar Ett (1788–1847).
Quelle: Gotteslob (1975) Nr. 541. Text: Thomas von Aquin 1263/64. Melodie: Luxemburg 1768.

## Wichtige Vertonungen
Das Tantum ergo wurde vielfach vertont, unter anderem von:
- Palestrina, vierstimmig (16. Jahrhundert);
- Benedetto Marcello, sechsstimmig (vor 1740);
- Déodat de Séverac, Tantum Ergo (1920);
- Wolfgang Amadeus Mozart, Tantum ergo in B, KV 142;
- José Antonio Caro de Boesi, Tantum ergo (1781);
- José Francisco Velásquez der Jüngere, Tantum ergo (1798);
- Franz Schubert, Tantum ergo für Sopran, Chor, Orgel und Orchester, D 460, bzw. für Chor, Orchester und Solisten, D 461 (1816) und Tantum ergo für Vokalsolisten, Chor und großes Orchester (ohne Flöten) in Es-Dur, D 962 (1828);
- Georg Valentin Röder, acht Vertonungen des Tantum ergo, op. 51;
- Gioachino Rossini, Tantum ergo (1824 und 1847);
- Anton Bruckner, insgesamt fünf Vertonungen des Tantum ergo:
  - WAB 32 und 33 (Pange lingua et Tantum ergo),
  - WAB 41 (1846; 1. Es-Dur, 2. C-Dur, 3. B-Dur, 4. As-Dur), 42 (1846; D-Dur),
  - WAB 43 (1848/49) und 44 (1854/55);
- Louis Vierne, Tantum ergo für Orgel, op. 2 (1891);
- Charles Marie Widor, Tantum ergo für Bariton, gemischten Chor und Orgel;
- Gabriel Fauré, Tantum ergo, op. 55, sowie Tantum ergo, op. 65, Nr. 2;
- Marcel Dupré, Tantum ergo, dritte Motette in: Quatre Motets, op. 9 (1916);
- Wilhelm Stockhausen, Tantum ergo, in: Fronleichnamshymnen, op. 6 für vierstimmig gemischten Chor und Orgel oder Bläser (1924);
- Heinrich Hagleitner, Tantum Ergo  für Orgel und gemischten Chor (1926);
- Jehan Ariste Alain, Tantum ergo für Sopran, Bariton und Orgel, JA 140 (1938);
- Jean Langlais, Tantum ergo, 8 voix mixtes et orgue (Schola Cantorum; 1940);
- Bernd Alois Zimmermann, Tantum ergo (1947);
- Maurice Duruflé, Tantum ergo in den Quatre Motets sur des Thèmes Grégoriens für Chor a cappella, op. 10 (1960);
- Alwin Michael Schronen, Tantum ergo für Frauenchor a cappella (2015).